# تك ميدان
تك ميدان (بالفارسية: تک میدان) هي قرية تقع في قسم كاخك الريفي في إيران. يقدر عدد سكانها بـ 65 نسمة بحسب إحصاء 2016.